# SpaceX Crew-11
 (juillet 2025).
SpaceX Crew-11 est un vol habité du vaisseau spatial Crew Dragon de la société américaine SpaceX. La mission est lancée le 1er août 2025 et transporte quatre membres de l'expédition 73 de la Station spatiale internationale.

## Contexte
Crew-11 s'inscrit dans le cadre du programme de vols commerciaux de la NASA, en partenariat avec SpaceX. La mission coïncide avec le 25e anniversaire de l'exploitation continue de l'ISS, un jalon célébré comme un témoignage de la collaboration entre les partenaires commerciaux et internationaux, ainsi que les équipes de la NASA.

## Objectifs
Crew-11 est une mission spatiale habitée organisée par la NASA et SpaceX, visant à transporter un équipage de quatre astronautes vers la Station spatiale internationale (ISS). Le lancement, prévu initialement pour le 31 juillet 2025, est finalement reporté au lendemain. Le vaisseau transporte quatre astronautes pour une mission sur l'ISS, avec une durée prévue de six mois, pouvant être prolongée à sept ou huit mois en fonction des analyses en cours. La mission marquera le 25e anniversaire de la présence humaine continue sur l'ISS en octobre 2025. Elle permettra également de réaliser des expériences scientifiques et des activités de maintenance à bord de la station.

### Équipage
L'équipage est composé de :
- Commandant: Zena Cardman (1),  États-Unis, NASA;
- Pilote: Mike Fincke (4),  États-Unis, NASA;
- Spécialiste de mission 1: Kimiya Yui (2),  Japon, JAXA;
- Spécialiste de mission 2: Oleg Platonov (1),  Russie, Roscosmos.

(Le chiffre entre parenthèses indique le nombre de vols spatiaux effectués par l'astronaute, SpaceX Crew-11 inclus.)

## Déroulement de la mission

### Préparatifs
Le vaisseau Endeavour est transporté au centre de ravitaillement en carburant de SpaceX (Dragon Land) pour le chargement des propergols. Les préparatifs incluent une répétition générale sans carburant et un test de mise à feu statique des neuf moteurs Merlin du premier étage de la Falcon 9.

### Lancement
Le lancement du vaisseau Endeavour par une fusée Falcon 9 Block 5 a lieu le 1er août 2025 à 15 h 43 min 42 s UTC depuis l'aire de lancement 39A du Centre spatial Kennedy. Il s'amarre à la station le lendemain à 6 h 27 UTC. Ses quatre occupants rejoignent ainsi les sept personnes déjà présentes à bord de l'ISS pour participer à l'expédition 73.

### Particularités
- Le vaisseau Crew Dragon Endeavour effectuera son sixième vol vers l'ISS, une première pour un vaisseau Crew Dragon, après avoir été recertifié pour un usage étendu par la NASA et SpaceX[1].
- Le lanceur Falcon 9 utilise un premier étage (B1094) ayant précédemment servi pour les missions Starlink 12-10 et Axiom Mission 4[1].
- La mission a été avancée de sa fenêtre initiale d'août 2025 pour permettre l'arrivée de la mission Cargo Dragon CRS-33, qui testera des capacités de réhausse d'orbite de l'ISS en préparation du futur véhicule de désorbitation américain de SpaceX[1].
- Une attention particulière est portée au temps de transit entre le lancement et l'amarrage à l'ISS, en raison d'une possible réhausse orbitale de la station par un vaisseau Progress russe, pouvant affecter la limite de 40 heures pour le carburant et les consommables du Dragon[1].